# Carlos, Duque de Württemberg-Bernstadt
Carlos, Duque de Württemberg-Bernstadt (11 de Março de 1682, em Dobroszyce – 8 de fevereiro de 1745, em Bierutów) foi um duque de Württemberg-Bernstadt.

## Vida
Carlos foi o único filho de Júlio Sigismundo, Duque de Württemberg-Juliusburg (1653–1684) do seu casamento com a princesa Ana Sofia (1647–1726), filha de Adolfo Frederico, Duque de Mecklemburgo-Schwerin a chegar à idade adulta. Tornou-se duque de Württemberg-Juliusburg quando o seu pai morreu em 1684, apesar de ter governado sob a orientação de uma regência até 1704, quando se tornou maior de idade. Quando o seu tio Sílvio II Frederico morreu em 1697, um outro tio, Cristiano Ulrico I passou a controlar o Ducado de Oels e deixou o Ducado de Bernstadt a Carlos.  A 20 de Dezembro de 1703, em Meiningen, Carlos casou-se com Guilhermina Luísa (1686–1753), filha de Bernardo I, Duque de Saxe-Meiningen.  Não nasceram filhos desta união.
Carlos governou de forma arbitrária e esbanjadora. Em 1740, os seus conselheiros pediram ajuda ao sacro-imperador José I, que condenou o duque. Em 1742, as finanças do ducado estavam de tal forma miseráveis que, quando Carlos pediu a um dos seus capitães para comprar uma peruca, descobriu que não tinha fundos suficientes para o fazer.  Depois desta situação, decidiu vender Goschütz e a cidade de Twardogóra, ao conde Henrique de Reichenbach-Goschütz (1705–1775).
Carlos morreu em 1745.  Uma vez que não teve filhos, o ducado de Bernstadt foi herdado pelo seu primo Carlos Cristiano Erdmann, que conseguiu unir todos os territórios da Silésia da Casa de Württemberg num único ducado.

## Genealogia
| Carlos, Duque de Württemberg-Bernstadt | Pai: Júlio Sigismundo, Duque de Württemberg-Juliusburg | Avô paterno: Sílvio I Nimrod, Duque de Württemberg-Oels         | Bisavô paterno: Júlio Frederico, Duque de Württemberg-Weiltingen |
| Carlos, Duque de Württemberg-Bernstadt | Pai: Júlio Sigismundo, Duque de Württemberg-Juliusburg | Avô paterno: Sílvio I Nimrod, Duque de Württemberg-Oels         | Bisavó paterna: Ana Sabina de Schleswig-Holstein-Sonderburg      |
| Carlos, Duque de Württemberg-Bernstadt | Pai: Júlio Sigismundo, Duque de Württemberg-Juliusburg | Avó paterna: Isabel Maria, Duquesa de Oels                      | Bisavô paterno: Carlos Frederico I, Duque de Münsterberg-Oels    |
| Carlos, Duque de Württemberg-Bernstadt | Pai: Júlio Sigismundo, Duque de Württemberg-Juliusburg | Avó paterna: Isabel Maria, Duquesa de Oels                      | Bisavó paterna: Ana Sofia de Saxe-Weimar                         |
| Carlos, Duque de Württemberg-Bernstadt | Mãe: Ana Sofia de Mecklemburgo-Schwerin                | Avô materno: Adolfo Frederico I, Duque de Mecklemburgo-Schwerin | Bisavô materno: João VII, Duque de Mecklemburgo                  |
| Carlos, Duque de Württemberg-Bernstadt | Mãe: Ana Sofia de Mecklemburgo-Schwerin                | Avô materno: Adolfo Frederico I, Duque de Mecklemburgo-Schwerin | Bisavó materna: Sofia de Holstein-Gottorp                        |
| Carlos, Duque de Württemberg-Bernstadt | Mãe: Ana Sofia de Mecklemburgo-Schwerin                | Avó materna: Maria Catarina de Brunswick-Dannenberg             | Bisavô materno: João Ernesto, Duque de Brunswick-Dannenberg      |
| Carlos, Duque de Württemberg-Bernstadt | Mãe: Ana Sofia de Mecklemburgo-Schwerin                | Avó materna: Maria Catarina de Brunswick-Dannenberg             | Bisavó materna: Maria da Frísia Oriental                         |